# Tengerimalacformák
A tengerimalacformák (Caviinae) az emlősök (Mammalia) osztályának rágcsálók (Rodentia) rendjébe, ezen belül a tengerimalacfélék (Caviidae) családjába tartozó alcsalád.

## Rendszerezés
Az alcsaládba 3 élő, 8 fosszilis nem és 13 élő faj tartozik:
- Cavia Pallas, 1766 – 6 faj
- Galea Meyen, 1832 – 4 faj
- Microcavia H. Gervais & Ameghino, 1880 – 3 faj
- †Neoprocavia
- †Allocavia
- †Palaeocavia
- †Neocavia
- †Dolicavia
- †Macrocavia
- †Caviops
- †Pascualia